# گراهام ویندیت
گراهام ویندیت (انگلیسی: Graham Windeatt؛ زادهٔ ۵ اوت ۱۹۵۴) شناگر اهل استرالیا است.
وی در مسابقات کشوری و بین‌المللی در مجموع برندهٔ ۱ مدال طلا، ۱ مدال نقره شده‌است.